# Trachinotus stilbe
Trachinotus stilbe és una espècie de peix de la família dels caràngids i de l'ordre dels perciformes.

## Morfologia
Els mascles poden assolir els 34 cm de longitud total.

## Distribució geogràfica
Es troba a l'Equador i el Perú, incloent-hi les Illes Galápagos.